# Album pour la jeunesse

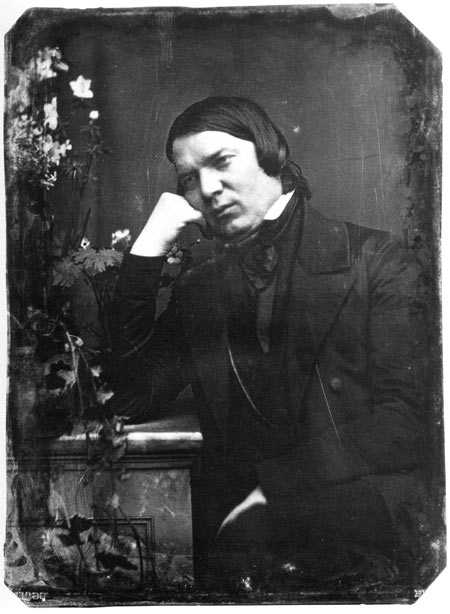
Portrait de Robert Schumann (daguerréotype de 1850).

Album pour la jeunesse (Album für die Jugend) opus 68 est un cycle de quarante-trois pièces pour piano de Robert Schumann. C'est en septembre 1848 que le compositeur rassemble dans un seul recueil différentes pièces miniatures écrites sur plusieurs années pour les 7 ans de sa fille Marie. Cet album se divise en deux parties. Les dix-huit premières pièces, souvent très courtes, peuvent être jouées facilement par des pianistes débutants (contrairement par exemple aux Scènes d'enfants) et s'adressent spécifiquement aux enfants. La deuxième partie, marquée Für Erwachsenere (pour les plus grands) est plus exigeante.
Le recueil a gagné au cours du siècle suivant sa publication une grande popularité, étant régulièrement réédité. Plusieurs pièces (surtout de la première partie) se retrouvent dans beaucoup de recueils de pièces pour enfants et méthodes de piano.

## Composition du recueil
Les pièces sont numérotées de 1 à 43. Les titres originaux en allemand sont donnés entre parenthèses ; leur traduction différant d'une édition à une autre, certaines autres traductions des titres les plus populaires sont signalées.

### Première partie
1. Mélodie (Melodie)
2. Marche militaire (Soldatenmarsch)
3. En fredonnant (Trällerliedchen)
4. Un choral (Choral – Freue dich, o meine Seele)
5. Petit morceau (Stückchen)
6. Pauvre orphelin (Armes Waisenkind, aussi traduit : Pauvre petite orpheline)
7. Petit chant de chasseur (Jägerliedchen)
8. Le cavalier farouche (Wilder Reiter, plus connu comme : Le petit cavalier)
9. Chanson populaire (Volksliedchen)
10. Le gai laboureur (Fröhlicher Landmann, von der Arbeit zurückkehrend)
11. Sicilienne (Sizilianisch)
12. Knecht Ruprecht (titre non traduit ; il s'agit d'un personnage populaire apparenté au père noël)
13. Mai joli mai, te voici bientôt de retour (Mai, lieber Mai, – bald bist Du wieder da!)
14. Petite étude (Kleine Studie)
15. Chanson de printemps (Frühlingsgesang)
16. Premier chagrin (Erster Verlust)
17. Le petit promeneur matinal (Kleiner Morgenwanderer)
18. La chanson du faucheur (Schnitterliedchen, aussi traduit : Chant du moissoneur)

### Deuxième partie
1. Petite romance (Kleine Romanze)
2. Air champêtre (Ländliches Lied)
3. À jouer lentement et avec expression (sans titre)
4. Ronde (Rundgesang)
5. Cavalier (Reiterstück)
6. Chant de moisson (Ernteliedchen)
7. Échos de théâtre (Nachklänge aus dem Theater)
8. pas vite (sans titre)
9. Chansonnette en forme de canon (Kanonisches Liedchen)
10. Souvenir (Erinnerung - 4. November 1847)
11. Inconnu (Fremder Mann)
12. très lentement (sans titre)
13. Chant guerrier (Kriegslied)
14. Shéhérazade (Scheherazade)
15. Vendanges - Joyeux temps (Weinlesezeit – fröhliche Zeit!)
16. Thème (Thema)
17. Mignon (non traduit : nom d'un personnage de Goethe)
18. Le chant des mariniers italiens (Lied italienischer Marinari)
19. Chant de matelots (Matrosenlied)
20. En hiver (Winterzeit I)
21. En hiver (Winterzeit II, ordre parfois échangé avec le précédent)
22. Petite fugue (Kleine Fuge)
23. Chanson nordique (Nordisches Lied - Gruß an G., dédiée à Niels Gade)
24. Choral fugué (Figurierter Choral)
25. Chant pour la Saint Sylvestre (Sylvesterlied)